# Pensionskommissionen
Pensionskommissionen var en uafhængig kommission af fem fremtrædende økonomer, der blev nedsat af SR-regeringen i foråret 2014 for at kulegrave det danske pensionssystem og komme med forslag til forbedringer. Efter regeringsskiftet i juni 2015 ændrede den nye regering kommissionens tidsplan og arbejdsopgaver, hvorefter kommissionen indstillede sit arbejde.

## Baggrund
En sagkyndig kommission, der skal give det eksisterende system af offentlige og private pensioner et eftersyn, havde forinden været efterlyst fra flere sider. I april 2014 opfordrede således flere personer fra pensionsbranchen og kendte økonomer som professor Nina Smith fra Aarhus Universitet og overvismand Hans Jørgen Whitta-Jacobsen til en kulegravning af systemet. Blandt problemerne er, at systemet, der omfatter den offentlige folkepension og supplerende ældrecheck, det lovbefalede ATP, tvungne arbejdsmarkedspensionsordninger for de fleste, men ikke alle erhvervsaktive, og frivillige private pensionsopsparinger, kan være meget uigennemskueligt for den enkelte pensionsopsparer. Samtidig kan den effektive beskatning af afkastet i nogle pensionsordninger blive meget høj.
Den 14. maj 2014 annoncerede den daværende SR-regering, at den ville nedsætte en pensionskommission, der skulle gennemgå det danske pensionssystem og pege på forbedringsmuligheder. Professor i økonomi ved Aarhus Universitet og tidligere overvismand Torben M. Andersen blev udpeget som formand for kommissionen. Den 23. maj blev sammensætningen af den øvrige kommission offentliggjort, hvorefter den startede sit arbejde.

## Kommissionens sammensætning
- Torben M. Andersen, professor ved Aarhus Universitet (formand)
- Nabanita Datta Gupta, professor ved Aarhus Universitet
- Jørgen Elmeskov, rigsstatistiker, Danmarks Statistik
- Lisbeth Pedersen, afdelingsleder på SFI - Det Nationale Forskningscenter for Velfærd
- Carsten Tanggaard, professor ved Aarhus Universitet

Derudover skulle eksperter fra pensionsbranchen løbende inddrages i arbejdet.

## Kommissionens formål og start
Kommissionen skulle bl.a. kigge på indkomstfordelingen og dækningsgraderne for de kommende pensionister og de forskellige pensionsordningers påvirkning af incitamenterne til at arbejde eller spare op. Den skulle vurdere, om pensionssystemet er robust, hvordan samspillet mellem de forskellige private og offentlige ordninger fungerer, og om der er uhensigtsmæssigheder i afvejningen mellem hensynet til at begrænse indkomstforskelle og sikre gode incitamenter til privat opsparing og til at arbejde.
I kommissoriet var der lagt op til, at pensionskommissionens anbefalinger kunne indeholde ændringer af regler for indretningen
af offentlige ydelser, ATP-ordningen og de skatteregler, der har betydning for den private opsparing til egen forsørgelse efter pensionstidspunktet. Kommissionens samlede anbefalinger måtte ikke belaste den finanspolitiske holdbarhed, dvs. de måtte ikke forringe de offentlige finanser.
Kommissionen betjentes af et sekretariat med deltagelse af Skatteministeriet, Økonomi- og Indenrigsministeriet, Erhvervs- og Vækstministeriet, Finansministeriet, Beskæftigelsesministeriet og Ministeriet for Børn, Ligestilling, Integration og Sociale forhold.
Arbejdet skulle afsluttes senest i efteråret 2016.

## Forløb og afslutning
Pensionskommissionen nåede at afholde konferencen "Incitamenter, fordeling og forsikring i pensionssystemer" i januar 2015, og samtidig offentliggøre rapporten "Det danske pensionssystem - internationalt anerkendt, men ikke problemfrit". Efter regeringsskiftet i juni 2015 meddelte den nye regering imidlertid i sit regeringsgrundlag, at den allerede i foråret 2016 ville "gennemføre en pensionsreform, hvis hovedsigte er, at restgruppen af personer uden egen opsparing til alderdommen reduceres markant". I regeringsgrundlaget blev kommissionen derfor bedt om at ændre sit arbejde og inden udgangen af 2015 udsende en enkelt rapport om pensionsforholdene blandt pensionister både nu og i fremtiden med særligt fokus på de personer, der ikke i dag sparer op til pension.
Skatteministeriet udsendte derpå den 3. juli 2015 en pressemeddelelse om, at man efter en fælles drøftelse mellem skatteministeren og kommissionens formand Torben Andersen havde besluttet at indstille kommissionens arbejde.